# Пршелоуч
Пршелоуч (чеськ. Přelouč, нім. Pschelautsch) — місто в окрузі Пардубиці, в центральній Чехії, у східній Полабії.
Місто Пршелоуч розміщене на річці Ельба, на висоті 220 м над рівнем моря, на залізничній лінії Прага — Чеська-Тршебова.
Населення — 9 057 жителів (1.01.2013).

## Історія
Пршелоуч — одне з найстаріших поселень цього регіону. Перша згадка відноситься до 1086 року, коли Вратислав I подарував землі бенедиктинському монастирю в Опатовицях-над-Лабою.
У 1261 році Пржемисл Отакар II надав поселенню статус міста. У XIII столітті Пршелоуч став стратегічно важливим транзитним пунктом на шляху між містами Градець-Кралове і Кутна Гора.
У 1421 році місто було обложено та знищено католицькими військами Яна Местецького з Опочна. 1518 року Вілем з Пернштейна приєднав місто до Пардубицьких земель. У другій половині XVI століття місто було оновлено в стилі ренесанс, а в 1580 стало королівським містом, коли цей привілей підтвердив імператор Рудольф II. Під час Тридцятирічної війни Пршелоуч був сильно пошкоджений.
Новий етап розвитку та розквіту настав уже за часів будівництва залізниці та імператорської магістралі у першій половині XIX століття. У період з 1850 по 1960 місто було районним центром.

## Легенда
Історія виникнення міського герба пов'язана із легендою про святого Лаврентія. Цей святий жив у середині ІІІ століття. Будучи охоронцем храмової скарбниці, він відмовився віддати державі церковне майно і роздав багатство бідним. За легендою він був за це засуджений до мученицької смерті на рожені. Тому на гербі міста зображено рожен, що нагадує про зв'язок міста зі святим Лаврентієм.

## Промисловість
У Пршелоучі розміщене одне з найбільших у Європі підприємств-виробників чавунних виробів KASI, основною продукцією якого є каналізаційні люки та дощоприймачі.

## Пам'ятки
- Парафіяльний костел святого Якуба, збудований у романському стилі та оновлений пізніше у стилі бароко.

## Пршелоуч та Україна
21 серпня 2017 року діти з міста Пршелоуч Пардубицького краю завітали на екскурсію до рятувальників державного пожежно-рятувального поста смт Нижні Ворота Закарпатської області.
У 2012 році дним із радників-консультантів Кабінету міністрів України з питань інвестиційної привабливості був Душан Кулка — чеський урядовець, екс-мер міста Пршелоуч. На його думку, «Україна має гарні умови для машинобудівної галузі, електроніки, автомобільної індустрії. Сільськогосподарська галузь також має перспективи».

## Уродженці міста
- Станісла́в Бребе́ра народився 10 серпня 1925 у місті Пршелоуч, Пардубицький край, Чехословаччина, чеський хімік, який створив один з видів пластичної вибухівки «Семтекс», відому по застосуванню проти американців у В'єтнамській війні і деяких терактах, наприклад, під час вибуху на Чокербі 21 грудня 1988 р. Помер 11 травня 2012 року у місті Пардубиці.

## Галерея

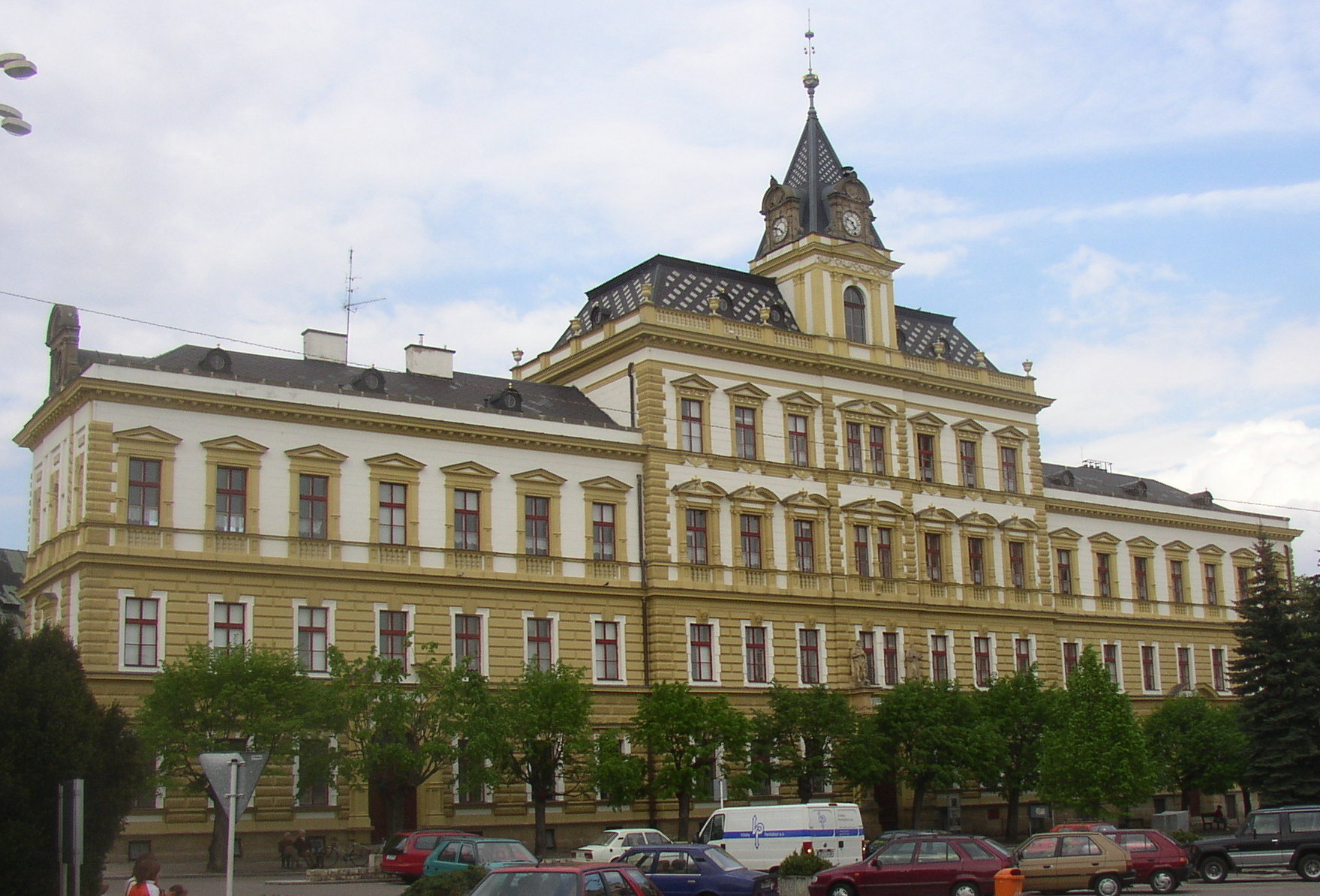
Школа
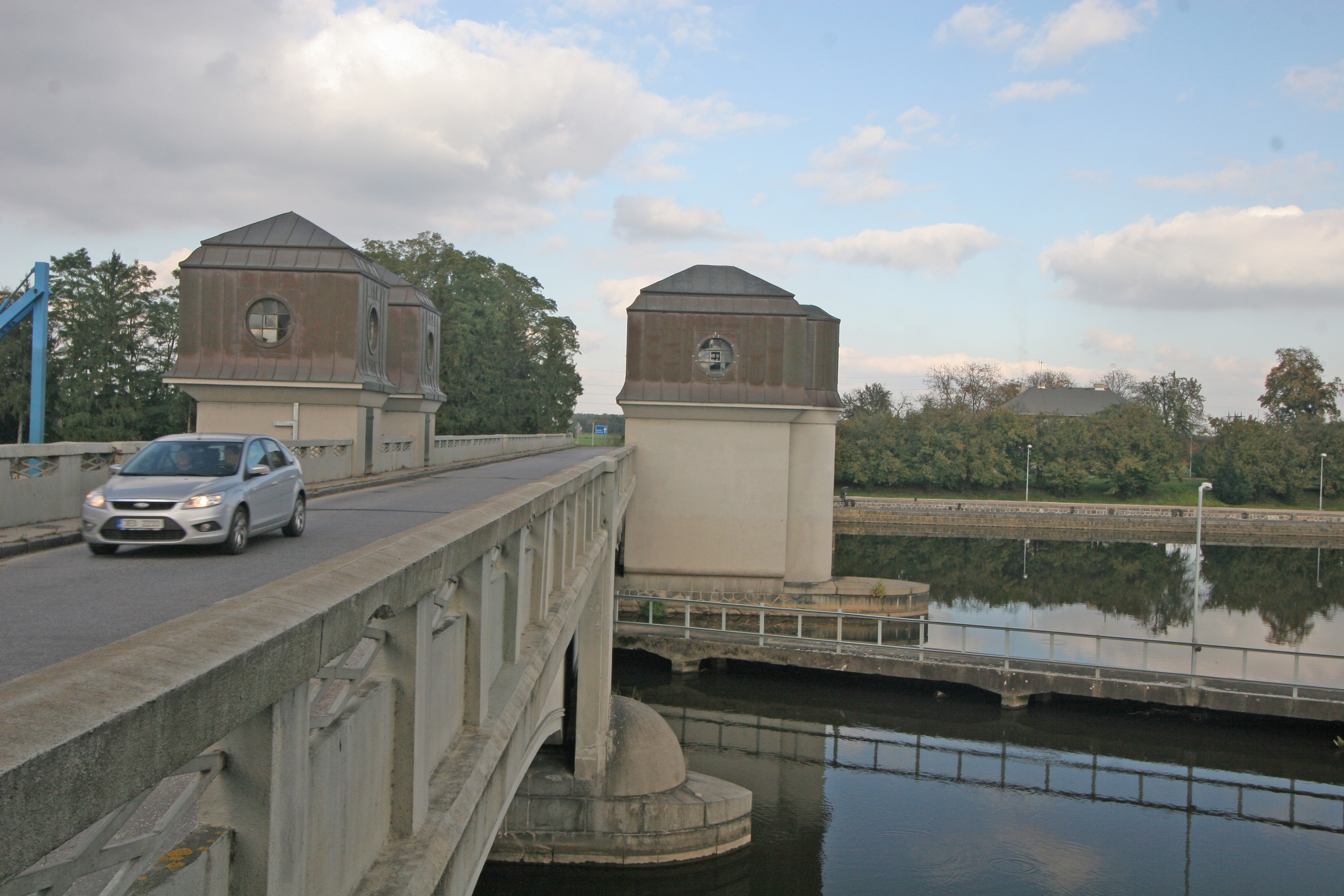
Міст через Ельбу та електростанція
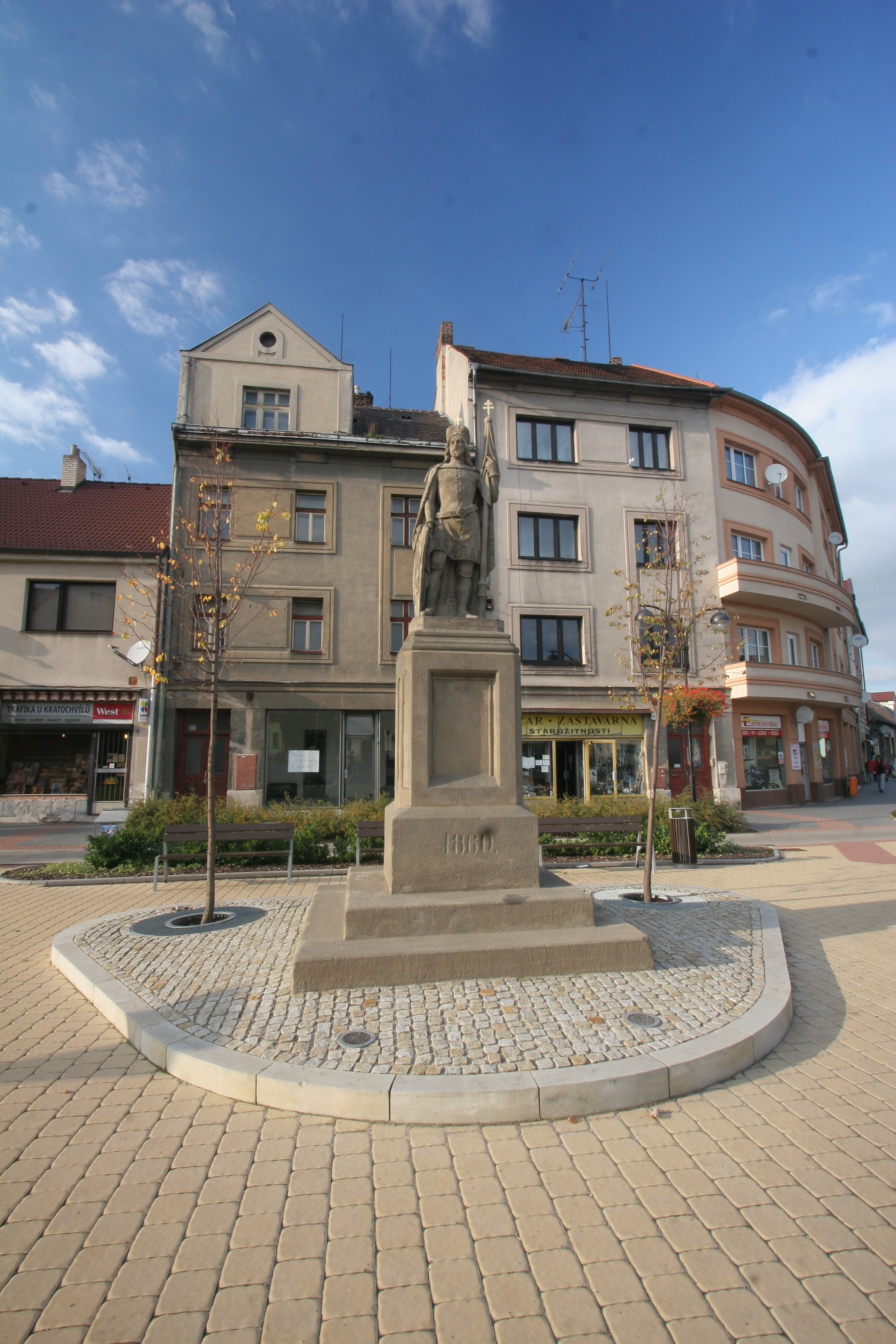
Пам'ятник св. Вацлава
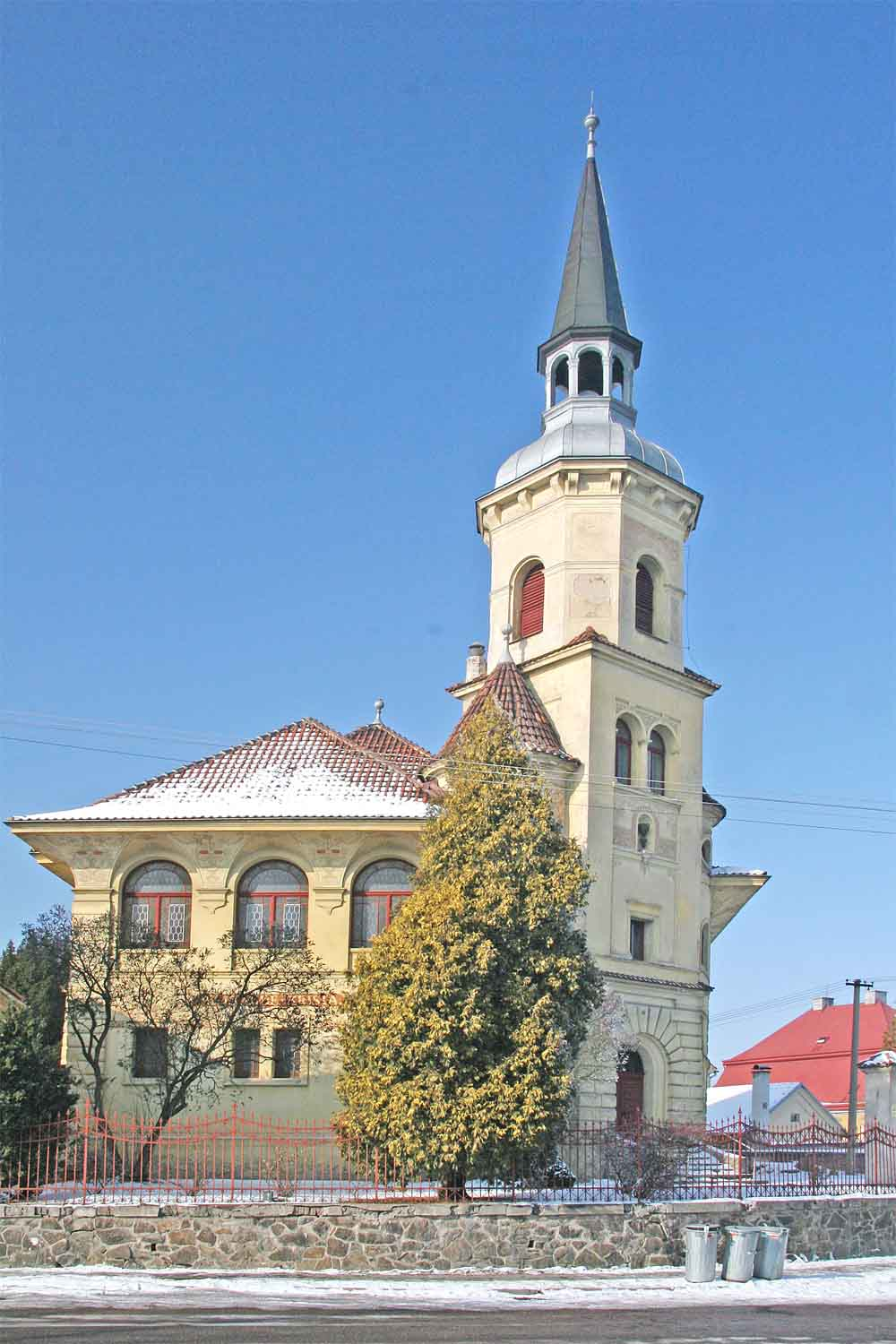
Євангельський костел
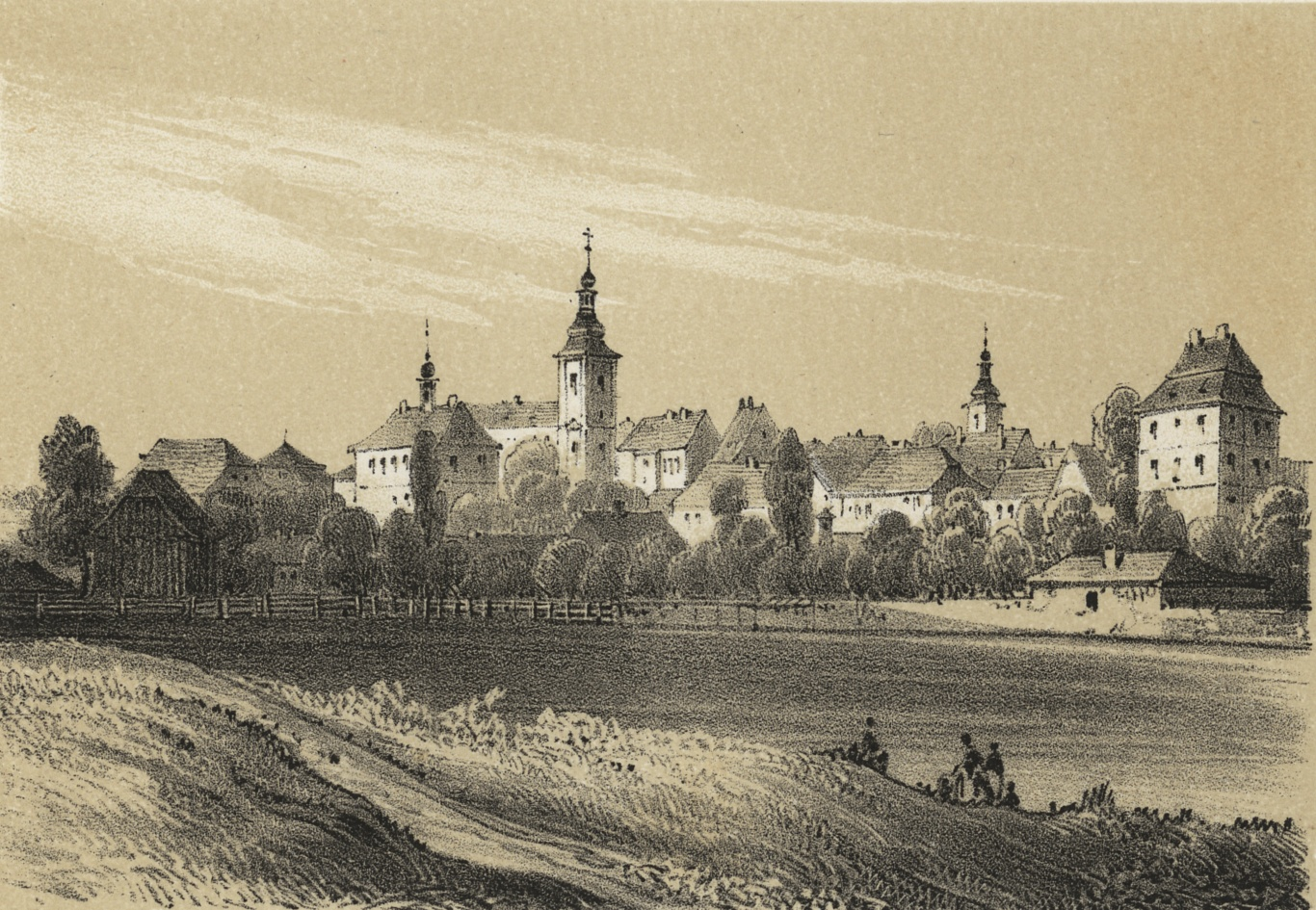
Вид на Пршелоуч із залізничної колії 1845 року
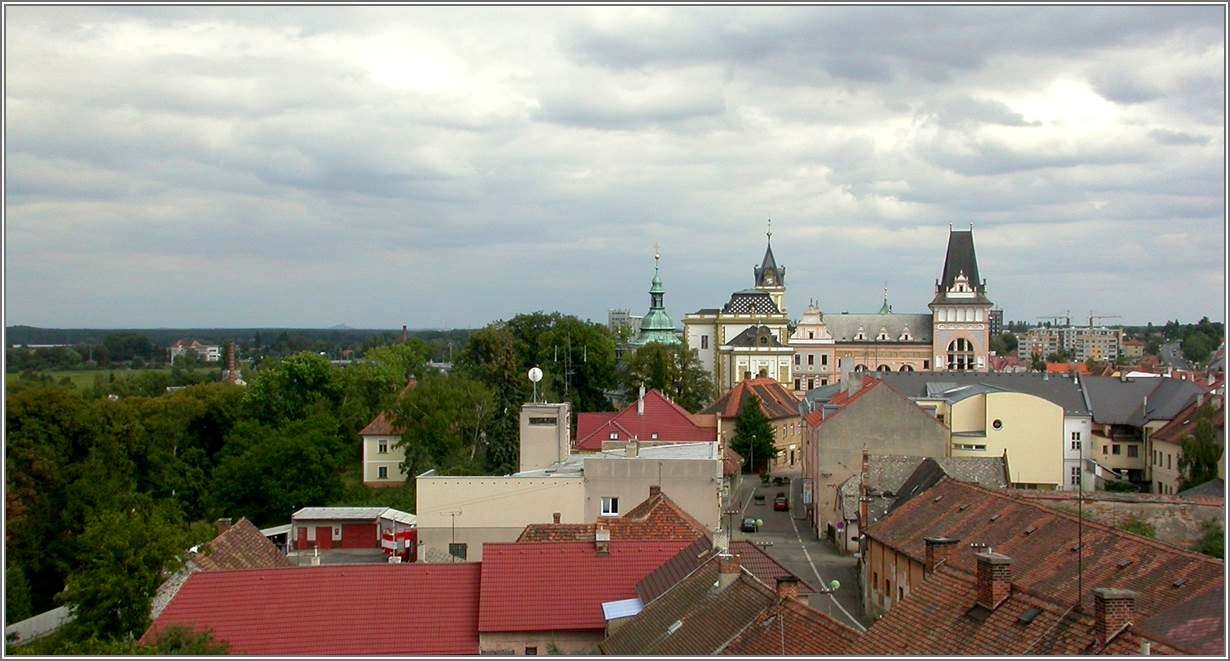
Панорама міста
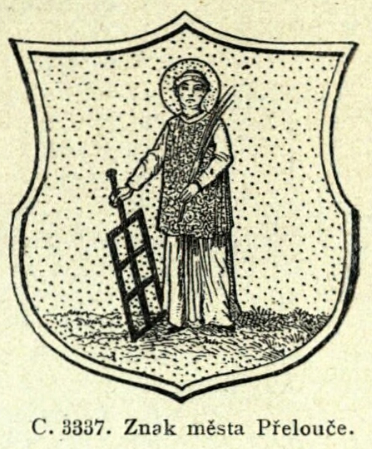

## Населення
| 1620 | 1843  | 1869  | 1880  | 1890  | 1900  | 1910  | 1921  | 1930  | 1950  | 1961  | 1970  | 1980  | 1991  | 2001  | 2011  |
| ---- | ----- | ----- | ----- | ----- | ----- | ----- | ----- | ----- | ----- | ----- | ----- | ----- | ----- | ----- | ----- |
| 900  | 1 767 | 2 718 | 3 437 | 3 598 | 3 457 | 3 808 | 3 568 | 4 191 | 4 374 | 5 394 | 6 279 | 7 753 | 8 588 | 8 199 | 9 108 |